# Muïzz-ad-Din Qaiqabad
Muïzz-ad-Din Qaiqabad fou sultà de Delhi, fill de Nasir al-Din Bughra Khan (o Bugra Khan) i net i successor de Giyath al-Din Balban Ulugh Khan el 1287/1288. Era també net matern del sultà Nasir o Nasr al-Din Mahmud Shah (1246-1266).
Balban havia designat hereu al tron al seu fill Muhammad (Khan Shahid), però el va premorir; el segon fill Bugra Khan, que ja governava Bengala, va refusar la corona; Balban va designar llavors al seu net Kaykhusraw, però a la mort del sultà els amirs i maliks van preferir a Muiz ud din Kaikubad. Va pujar al tron amb només 17 o 18 anys. Havia rebut una educació estricte però només ser proclamat sultà va iniciar una vida de disbauxa, i va caure sota influència de Malik Nizam al-Din, amir-i dad, nebot i gendre del kotwal de Delhi.
El 1288 va sortir de Delhi i es va dirigir a l'est per trobar al seu pare que s'havia assegurat el poder a Bengala (Nasir al-Din Bughra 1282-1291). La trobada, amistosa, va tenir lloc a la riba del riu Gogra. El pare hauria donat llargs consells al fill, que no els va seguir, excepte el d'eliminar a Malik Nizam al-Din que fou enverinat al cap de pocs mesos de la tornada a Delhi. Els maliks turcs van lluitar pel poder amb la facció khalji dirigida per l'arid al-mamalik Djalal al-Din Firuz Khalji.
Abandonant el govern es van crear faccions d'amirs i maliks per línies ètniques. segurament fou el 1288 o 1289 que una invasió mongola va provocar la matança dels naw-musalman (mongols convertits). El 1290 Kaykubad es va posar malalt i va patir paràlisi suposadament a causa dels excessos, i els amirs van proclamar sultà al seu fill Shams al-Din Kayumarth o Gayumarth, un menor d'edat; però al cap de poc l'arid al-mamalik Djalal al-Din Firuz Khalji va fer detenir el jove sultà i va prendre possessió de la ciutat de Delhi, i uns dies després es va fer proclama sultà obrint al dinastia khalji.
Kaykubad, que havia estat deixar tres dies sense menjar, va ser atacat pels fills d'un malik turc que havia fet executar, que el van enrotllar en una estora, li van pegar i el van tirar al riu Jamuna on es va ofegar (1290). El seu germa Rukn al-Din Kaykaus va succeir al pare com a governador balbànida de Bengala el 1291.